# Clay (Alabama)
Clay ist eine Stadt im Jefferson County im Bundesstaat Alabama in den Vereinigten Staaten. 2020 lebten hier 10.291 Menschen.

## Geographie
Clay liegt im Zentrum Alabamas im Süden der Vereinigten Staaten.
Nahegelegene Orte sind unter anderem Grayson Valley (unmittelbar südöstlich angrenzend), Center Point (unmittelbar südlich angrenzend), Trussville (unmittelbar östlich angrenzend), Pinson (1 km westlich) und Alabamas Hauptstadt Birmingham (2 km südlich).

## Geschichte
Die ersten Siedler nach den Indianern erreichten das Gebiet um 1806, die Siedlung wurde anfangs Shiloh's Beat genannt. Durch die Lage an einer stark genutzten Eisenbahnstrecke zogen schnell weitere Menschen in den Ort. 1878 wurde ein Postamt gegründet und im Zuge dessen die Stadt in Anlehnung an nahegelegene Lehmhügel in Clay (deutsch Lehm, Tonerde) umbenannt. 2000 wurde Clay eingemeindet und nahm später Chalkville in das Stadtgebiet auf.

## Verkehr
Etwa 3 Kilometer südöstlich der Stadt verläuft der Interstate 59, der über 715 Kilometer von Georgia bis nach Louisiana verläuft. 5 Kilometer südöstlich verläuft außerdem der U.S. Highway 11.
Etwa 10 Kilometer südlich befindet sich der Birmingham-Shuttlesworth International Airport.

## Demographie
Die Volkszählung 2010 ergab eine Bevölkerungszahl von 9708, verteilt auf 3574 Haushalte und 2780 Familien. Die Bevölkerungsdichte betrug 185 Menschen pro Quadratkilometer. 84,1 % der Bevölkerung waren Weiße, 13,3 % Schwarze, 0,6 % Asiaten und 0,3 % Indianer. 0,6 % entstammten einer anderen Ethnizität, 1,1 % hatten zwei oder mehr Ethnizitäten, 1,3 % waren Hispanics oder Lateinamerikaner jedweder Ethnizität. Auf 100 Frauen kamen 94 Männer. Das Durchschnittsalter lag bei 40 Jahren, das Pro-Kopf-Einkommen betrug 28.000 US-Dollar, womit etwa 3,6 % der Bevölkerung unterhalb der Armutsgrenze lebten.
Noch zur Volkszählung 2000 lag die Bevölkerungszahl bei 4947.